# Grand Hotell Hörnan
Grand Hotell Hörnan, av uppsalaborna oftast bara kallat Hotell Hörnan, är ett hotell i centrala Uppsala som ligger vid Fyrisån, i hörnet av Östra Ågatan och Bangårdsgatan.
Namnet Hörnan kommer av att hotellet ligger i ett hörn. Hotellet ritades av arkitekten Ture Stenberg och stod färdigt 1907. Till stor del är hotellet fortfarande bevarat i samma stil som det var 1907. Under de senaste åren har hotellet renoverats, men i samband med renoveringen var det noga att hotellet inte skulle moderniseras utan behålla sin ursprungliga stil.